# Departamento Gualeguaychú
Gualeguaychú es un departamento del sudeste de la provincia de Entre Ríos en la República Argentina. Su cabecera es la ciudad de Gualeguaychú. Es el segundo más extenso de la provincia con una superficie de 7 086 km² y el tercero más poblado, con 126 147 habitantes según censo de 2010.
Limita al oeste con los departamentos Tala y Gualeguay, al norte con el departamento Uruguay, al sur con el departamento Islas del Ibicuy y al este con la República Oriental del Uruguay.

## Geografía
De acuerdo a la metodología utilizada por el INDEC para el censo 2010 el departamento Gualeguaychú comprendió 13 localidades: Aldea San Antonio, Aldea San Juan, Enrique Carbó, Estación Escriña, Faustino M. Parera, General Almada, Gilbert, Gualeguaychú, Pueblo General Belgrano, Irazusta (incluyendo a Villa Eleonora), Larroque, Pastor Britos, Urdinarrain. Pueblo General Belgrano era una entidad parte de la localidad de Gualeguaychú en el censo de 1991, pero en los censos de 2001 y 2010 ambas localidades fueron consideradas como un aglomerado urbano. Estación Escriña y Pastor Britos no fueron consideradas localidades en los censos de 1991 y 2001, mientras que Aldea San Juan no lo era en 1991.
El Tratado de Límites del Río Uruguay fue firmado por Argentina y Uruguay el 7 de abril de 1961, disponiendo en su artículo 1 en lo que corresponde al departamento Gualeguaychú que el límite internacional sigue coincidentemente con el eje del canal principal de navegación desde el punto de reunión de los canales de la Filomena y del Medio. El tratado adjudicó a la jurisdicción argentina sobre el río Uruguay en el departamento Gualeguaychú: isla Sauzal, islas de la Laguna (cuatro, al norte de la isla Sauzal), isla Inés Dorrego. Posteriormente se formó la isla Banco de la Inés, adyacente a la isla Inés Dorrego, que fue incorporada al estado provincial el 14 de abril de 2009, y destinada a reserva.

## Historia
Gualeguaychú fue cabecera del 1° Departamento Subalterno del 2° Principal del Uruguay cuando el gobernador Lucio Norberto Mansilla presentó el Plan de división de los Departamentos de la Provincia de Entre Ríos el 6 de diciembre de 1821, (ley sancionada por el congreso el 17 de febrero de 1822):

Departamento N° 1. Comprende desde la barra del Gualeguay, Paraná abajo, hasta la barra del Gualeguaychú, y por sus fondos hasta el Arroyo del Gená.

Para la administración de justicia había un alcalde mayor en Gualeguaychú y uno de hermandad en la campaña.
El censo poblacional realizado en 1825 menciona que en la jurisdicción de la Villa de Gualeguaychú se hallaban los partidos de: 1) Costa y Puntas del Gená; 2) San Antonio y Costa de Gualeguay; 3) Puntas y Costa de Alarcón; 4) Ñancay y costa del Uruguay; 5) Estancia del Carmen de herederos de Esteban García.
Mediante la sanción del Reglamento de Administración de Justicia del 13 de abril de 1849, Justo José de Urquiza realizó una nueva división administrativa de la provincia, creando el departamento Gualeguaychú:

Art. 8°: Departamento de Gualeguaychú: su territorio desde la barra de Gualeguay, Paraná abajo, hasta la barra del Gualeguaychú, comprendiendo la villa y suburbios, y los distritos Sarandí, Costa del Uruguay, Dos Hermanas, Alarcon, Cuchilla Redonda, Talita, San Antonio, Genacito, Campo Florido, Perdices, Ceibas.

Tras la desfederalización de Entre Ríos, el 21 de septiembre de 1860 fue sancionada la ley que creó las jefaturas políticas en cada departamento, siendo el jefe político un representante del poder ejecutivo a cuyas órdenes estaban los comisarios policiales y los alcaldes de distrito en sus funciones políticas. El 16 de enero de 1861 a propuesta del jefe político el gobernador Urquiza decretó para el departamento Gualeguaychú el nombramiento de dos jueces de paz (1° y 2° sección), 7 alcaldes de los cuarteles numerados del 1° al 7° y 13 alcaldes de los distritos numerados del 1° al 11° con el 1° y el 9° divididos en Al Norte y Al Sud. Para los nombramientos del 18 de enero de 1862 el 7° distrito de campaña es dividido en Al Sud y Al Norte.
De acuerdo a un decreto de nombramientos del 18 de mayo de 1868 el departamento Gualeguaychú tenía un juez de paz en las secciones 1° y 2° respectivamente, 8 alcaldes de cuartel numerados de 1 a 8 en la ciudad de Gualeguaychú, y alcaldes de los distritos de campaña numerados del 1 al 12, divididos los distritos 1°, 7° y 9° en al Norte y al Sur. Otro decreto de nombramientos del 9 de febrero de 1872 dice que el departamento Gualeguaychú tenía: un juez de paz y 7 alcaldes de cuartel numerados del 1 al 7 en la ciudad de Gualeguaychú, y 13 alcaldes de los distritos de campaña de: Sarandí al Sud, Sarandí al Norte, Costa del Uruguay, Dos Hermanas, Cuchilla Redonda, Talitas, Alarcón, San Antonio, Pehuajó al Sud, Pehuajó al Norte, Perdices, Ceibas, Ibicuy.
Desde 1888 la provincia de Buenos Aires reclamó las islas de las Lechiguanas, cuya mitad este formaba parte del departamento Gualeguaychú. El 11 de noviembre de 1959 se firmó un convenio por los gobernadores de ambas provincias (Oscar Alende por Buenos Aires y Raúl Lucio Uranga por Entre Ríos), ratificando el límite en los ríos Paraná y Paraná Guazú, aprobado por la Legislatura entrerriana el 28 de noviembre de 1961 (ley 4445). La mitad oeste se integró efectivamente al departamento Gualeguay y la este al departamento Gualeguaychú.
El 21 de junio de 1979 la intervención militar de la provincia sancionó y promulgó la ley n.º 6378 que rectificó y precisó los límites interdepartamentales. El departamento Gualeguay incorporó la mitad este de las islas de las Lechiguanas, que era parte del departamento Gualeguaychú. Luego de la construcción del Puente Libertador General San Martín, el departamento Gualeguaychú recibió parte del distrito Potrero del departamento Uruguay, conformándose el distrito Costa Uruguay Norte. El límite entre los departamentos Gualeguaychú y Uruguay fue modificado para incorporar al primero un sector adyacente de la localidad de Gilbert. Aunque el decreto-ley n.º 6378 perdió eficacia el 10 de diciembre de 1987 al no ser prorrogada su vigencia, los límites quedaron legalmente retrotraídos a los existentes al 24 de marzo de 1976 (excepto los legislados posteriormente en democracia). Sin embargo, los organismos públicos provinciales y nacionales continuaron utilizando los límites dispuestos por ese decreto-ley sin revertir a los límites previos.
En 1984 perdió parte de su territorio para crearse con él el departamento Islas del Ibicuy. La parte cedida del distrito Alarcón formó parte del distrito Médanos de Islas del Ibicuy, la parte cedida del distrito Ceibas formó el nuevo distrito Ceibas, excepto una parte incorporada al distrito Médanos, y la totalidad de la Sección Islas se dividió en los nuevos distritos Paranacito e Ibicuy del nuevo departamento.
Con la creación del municipio de Ceibas, fue incorporada a su ejido una parte del distrito Médanos del departamento Gualeguaychú. El sector quedó incorporado al distrito Ceibas del departamento Islas del Ibicuy por la ley 7825 sancionada el 30 de diciembre de 1986 que modificó el límite entre los departamentos Gualeguaychú e Islas del Ibicuy.
El municipio de Enrique Carbó fue creado mediante el decreto n.º 4417/2010 MGJE del 17 de noviembre de 2010, publicado en el Boletín Oficial el 10 de marzo de 2011. Previamente la ley N.º 9990, sancionada el 20 de noviembre de 2010, aprobó la demarcación del radio y censo pertinente, practicado por la Dirección de Estadística y Censos de la provincia, correspondiente al ejido del municipio en los distritos Alarcón, Cuchilla Redonda y Dos Hermanas.

## Gobiernos locales

### Municipios
| Municipio               | Población |
| ----------------------- | --------- |
| Gualeguaychú            | 97 839    |
| Urdinarrain             | 8986      |
| Larroque                | 8120      |
| Aldea San Antonio       | 1483      |
| Gilbert                 | 1097      |
| Pueblo General Belgrano | 3455      |
| Enrique Carbó           | 1193      |

### Comunas
| Comuna         | Población |
| -------------- | --------- |
| Aldea San Juan | 387       |
| Irazusta       | 309       |

### Centros rurales de población
Los centros rurales de población gobernados por juntas de gobierno son:
Segunda categoría
- Costa Uruguay Norte: creado el 28 de marzo de 1984.[22] Población rural dispersa.
- Faustino M. Parera: creado antes del 10 de diciembre de 1983.
- General Almada: creado antes del 10 de diciembre de 1983.
- Las Mercedes: creado el 2 de mayo de 1985.[23] Población rural dispersa.

Cuarta categoría
- Costa San Antonio: creado el 28 de marzo de 1984.[24] Población rural dispersa.
- Costa Uruguay Sur: población rural dispersa.
- Cuchilla Redonda: creado antes del 10 de diciembre de 1983. Población rural dispersa.
- Distrito Talitas: creado el 4 de octubre de 1984.[25] Población rural dispersa.
- Estación Escriña: creado el 19 de julio de 2002.[26] Población rural dispersa.
- Pastor Britos: población rural dispersa.
- Perdices: población rural dispersa.
- Rincón del Cinto: población rural dispersa.
- Rincón del Gato: creado el 2 de abril de 1984.[27] Población rural dispersa.

Los integrantes de las juntas de gobierno fueron designados por decreto del gobernador hasta que fueron elegidos por primera vez el 23 de noviembre de 2003, sin embargo, dado que los circuitos electorales en algunos casos no coinciden con las jurisdicciones de las juntas de gobierno algunas de ellas siguen siendo designadas por decreto mientras que otras se agrupan para elegir una sola junta. En este último caso el gobierno se reserva el derecho de realizar posteriormente la designación de la o las juntas subsumidas. En las elecciones del 23 de noviembre de 2003, 18 de marzo de 2007, 23 de octubre de 2011 y 25 de octubre de 2015 Rincón del Cinto y Rincón del Gato eligieron una única junta de gobierno, lo mismo que Faustino M. Parera y Pastor Britos. Sin embargo, el gobierno provincial designó integrantes de F.M. Parera por decreto n.º 805/2008 MGJEOYSP del 8 de febrero de 2008 y de Rincón del Cinto por decreto n.º 3711/2015 MGJ del 9 de octubre de 2015 y por decreto n.º 176/2016 MGJ del 10 de febrero de 2016. Enrique Carbó y Alarcón eligieron una única junta de gobierno en las elecciones del 23 de noviembre de 2003 y del 18 de marzo de 2007, pero la junta de gobierno de Alarcón fue suprimida e incorporada a la de Enrique Carbó por decreto n.º 3271/2009 MGJEOYSP del 27 de agosto de 2009 y el 17 de noviembre de 2010 constituyeron el municipio de Enrique Carbó.
Los circuitos electorales utilizados para las elecciones de las juntas de gobierno son (CIRCUITO ELECTORAL: junta de gobierno):
- 186-COSTA URUGUAY SUR: Costa Uruguay Sur
- 187-COSTA URUGUAY NORTE: Costa Uruguay Norte
- 190-PERDICES: Perdices
- 194-DOS HERMANAS: Las Mercedes
- 196-CUCHILLA REDONDA: Cuchilla Redonda
- 202A-ESCRIÑA: Estación Escriña
- 203-PEHUAJÓ NORTE: General Almada
- 204-RINCÓN DEL GATO: Rincón del Gato y Rincón del Cinto
- 205-BRITOS: Pastor Britos y Faustino M. Parera
- 206-TALITAS: Distrito Talitas
- 207-COSTA SAN ANTONIO: Costa San Antonio

Los circuitos electorales 191-PEHUAJÓ SUR, 197-CEIBAS, 199-COLONIA FLORIDA DEL OESTE corresponden a áreas no organizadas en las que no se eligen gobiernos locales.

## Distritos
El departamento Gualeguaychú se divide en 11 distritos. Para fines de mensuras catastrales y en algunas ramas de la administración provincial el ejido original del municipio de Gualeguaychú, y las islas del departamento son considerados aparte de los distritos y la Codificación General de Jurisdicciones Político Administrativas de la Provincia de Entre Ríos les asigna los códigos 0700 y 0711 respectivamente.
| Código - Distrito                     | Área (en km²) |
| ------------------------------------- | ------------- |
| 0701 - Alarcón                        | 425,16        |
| 0702 - Ceibas                         | 586,10        |
| 0703 - Costa Uruguay Sur              | 973,63        |
| 0704 - Cuchilla Redonda               | 456,19        |
| 0705 - Dos Hermanas                   | 519,81        |
| 0706 - Pehuajó al Norte/Pehuajó Norte | 1856,18       |
| 0707 - Pehuajó al Sud/Pehuajó al Sur  | 703,19        |
| 0708 - Perdices                       | 401,34        |
| 0709 - San Antonio                    | 547,84        |
| 0710 - Talitas                        | 468,22        |
| 0712 - Costa Uruguay Norte            | 589,75        |

- Alarcón: comprende la mayor parte del ejido municipal de Enrique Carbó.
- Ceibas: comprende la totalidad del área no organizada del circuito electoral Ceibas.
- Costa Uruguay Sur: comprende parte del ejido municipal de Gualeguaychú (con la ampliación y el ejido original) y la totalidad del área jurisdiccional del centro rural de población de Costa Uruguay Sur.
- Costa Uruguay Norte: comprende la totalidad del ejido municipal de Pueblo General Belgrano, parte del ejido municipal de Gualeguaychú (ampliación del ejido original) y la totalidad del área jurisdiccional del centro rural de población de Costa Uruguay Norte.
- Cuchilla Redonda: comprende la parte sur del ejido municipal de Larroque, parte del centro rural de población de Enrique Carbó y la totalidad del de Cuchilla Redonda.
- Dos Hermanas: comprende parte del centro rural de población de Enrique Carbó y la totalidad del de Las Mercedes.
- Pehuajó al Norte: comprende la totalidad del ejido municipal de Aldea San Antonio, la mayor parte del de Urdinarrain y la parte este del de Gilbert; el área jurisdiccional de la comuna de Aldea San Juan, la totalidad del área jurisdiccional de los centros rurales de población de Rincón del Gato, Rincón del Cinto, Pastor Britos, Faustino M. Parera y General Almada, y la parte este del de Escriña; la totalidad del área no organizada del circuito electoral Colonia Florida del Oeste.
- Pehuajó al Sud: comprende la parte este del ejido municipal de Larroque, el área jurisdiccional de la comuna de Irazusta y la totalidad del área jurisdiccional del área no organizada del circuito electoral Pehuajó Sur.
- Perdices: comprende la totalidad del área jurisdiccional del centro rural de población de Perdices.
- San Antonio: comprende la parte oeste de los ejidos municipales de Gilbert y de Urdinarrain; la parte este del área jurisdiccional del centro rural de población de Escriña y la totalidad del de Costa de San Antonio.
- Talitas: comprende la parte oeste del ejido municipal de Larroque, una pequeña parte del de Urdinarrain, y la totalidad del área jurisdiccional del centro rural de población de Talitas.

## Demografía
Cuenta con 126 147 habitantes (Indec, 2022), lo que representa un incremento del 16,9% frente a los 109 461 habitantes (Indec, 2010) del censo anterior.
La población se encuentra repartida en 64 779 mujeres y 61 368 hombres, con un índice de masculinidad de 94,7 hombres por cada 100 mujeres. 
La edad mediana de la población es de 34 años (35 años entre las mujeres y 33 años entre los hombres).
El 13,0% de la población tiene más de 65 años (frente al 11,0% en 2010), y el 2,8% de la población tiene más de 80 años (frente al 2,5% en 2010)
De las personas residentes en el departamento, unas 15 996 nacieron en otra provincia, y unas 1 755 lo hicieron fuera del país, siendo los grupos de inmigrantes más numerosos los provenientes de:
- Uruguay: 648 personas
- Paraguay: 175 personas
- Bolivia: 83 personas
- Colombia: 72 personas
- Chile: 51 personas

## Áreas naturales protegidas
Como parte del Sistema Provincial de Áreas Protegidas se hallan en el departamento dos áreas naturales protegidas:
- Parque natural Malabrigo: área privada de 149,62 ha establecida por convenio con el gobierno provincial por decreto 2108/2009 GOB del 3 de junio de 2009.[47]
- Paisaje protegido Las Piedras: área protegida mixta con recursos manejados, de 312 ha. Fue creada el 26 de junio de 1995 y pertenece al Municipio de Gualeguaychú.[48][49]

Todo el río Gualeguaychú es una zona de reserva para la pesca deportiva en donde se prohíbe otro tipo de pesca. Fue declarada por decreto 4671/69 MEOySP de 1969.
El decreto 4671/69 MEOySP de 1969 estableció restricciones pesqueras para el río Gualeguay, en donde se permite la pesca mediante el uso de líneas de mano, cañas y espineles con no más de 20 anzuelos.